# Joaquín Ardaiz
Joaquín Ardaiz, vollständiger Name Joaquín Matías Ardaiz de los Santos, (* 11. Januar 1999 in Salto) ist ein uruguayischer Fußballspieler.

## Karriere

### Verein
Der 1,84 Meter große Offensivakteur begann seine Laufbahn in der Jugend von Saladero de Salto. Ab 2010 gehörte Ardaiz den Nachwuchsmannschaften des Danubio FC an. Am 14. Februar 2016 debütierte er in der Primera División, als er von Trainer Luis González am 2. Spieltag der Clausura bei der 0:1-Auswärtsniederlage gegen den Club Atlético Cerro in der 59. Spielminute für Marcelo Saracchi eingewechselt wurde. Insgesamt bestritt er in der Spielzeit 2015/16 elf Erstligapartien und erzielte ein Tor. Während der Saison 2016 kam er zehnmal (drei Tore) in der Liga zum Einsatz. 2017 folgten acht Erstligaeinsätze. Anfang Juli 2017 verpflichtete ihn der Ligakonkurrent El Tanque Sisley. Knapp zwei Monate später wurde er an den belgischen Erstligisten Royal Antwerpen verliehen. Für Antwerpen spielte er 13-mal in der 1. Runde der belgischen Division 1A, wobei er dreimal traf. In den folgenden Play-offs bestritt der Stürmer acht Partien, in denen er zwei Tore schoss. Nach Saisonende kehrte er Mitte 2018 nach Uruguay zu Tanque Sisley zurück, kurz darauf wurde er jedoch vom Schweizer Zweitligisten FC Chiasso verpflichtet. Die Südtessiner verliehen ihn sogleich an den italienischen Erstligisten Frosinone Calcio. Für Frosinone kam Ardaiz bis Dezember 2018 zu einem Kurzeinsatz in der Serie A. Daraufhin kehrte er zum FC Chiasso zurück, bevor er sich im Februar 2019 auf Leihbasis den Vancouver Whitecaps aus Kanada anschloss. Ardaiz absolvierte 16 Spiele in der nordamerikanischen Major League Soccer, wobei er allerdings meist eingewechselt wurde. Im Januar 2020 wechselte er zurück zum FC Chiasso. Nachdem er bis Saisonende im Mai erneut nicht für Chiasso zum Einsatz gekommen war, unterschrieb er im Sommer 2020 einen Vertrag beim Erstligisten FC Lugano. Bis zum Ende der Spielzeit bestritt er 26 Spiele in der erstklassigen Super League, in denen er drei Tore erzielte. Ardaiz fungierte erneut meist als Joker. Im Sommer 2021 wechselte er in die Challenge League zum FC Schaffhausen. Am 4. März 2022 erzielte er beim 4:3 der Schaffhauser gegen den Leader Aarau alle vier Tore. Das war in der zweithöchsten Liga 2010 zuletzt Moreno Merenda gelungen. 2022 wechselte er zum FC Luzern, von wo er aus im Frühjahr 2023 für die Rückrunde an den FC Winterthur ausgeliehen wurde. Nach seiner Rückkehr im Sommer spielte er in den Planungen des Vereins jedoch keine Rolle und wurde im August 2023 für ein Jahr an den türkischen Zweitligisten Şanlıurfaspor verliehen.

### Nationalmannschaft
2012 gehörte er einer Vorauswahl der uruguayischen U-15-Nationalmannschaft an. Er bestritt für diese in jenem Jahr drei Spiele und schoss zwei Tore. Ab 2016 war er Stammspieler in der uruguayischen U-20-Auswahl. 2017 gewann er mit Uruguay die U-20-Südamerikameisterschaft. Im selben Jahr nahm er an der U-20-Weltmeisterschaft teil, die die Mannschaft als Vierter beendete.

### Erfolge
- Torschützenkönig der Challenge League (Schweiz): 2021/22 (20 Tore)
- U20-Südamerikameister: 2017

## Familie
Sein Bruder Matías De los Santos ist ebenfalls Profifußballspieler.